# Савинио, Альберто
Альберто Савинио, собственно Andrea Francesco Alberto de Chirico (итал. Alberto Savinio, 25 августа 1891, Афины— 5 мая 1952, Рим) — итальянский поэт, прозаик, эссеист, художник, музыкант, младший брат художника Джорджо де Кирико.

## Биография
Учился фортепианному искусству в Афинской консерватории. После смерти отца (1905) некоторое время жил в Венеции и Милане, затем переехал в Мюнхен. Брал уроки композиции у Макса Регера, изучал философию Шопенгауэра, Ницше, Вейнингера. В 1911 переехал в Париж, вошёл в авангардный круг Аполлинера, Пикассо, Сандрара, Кокто, Макса Жакоба, Франсиса Пикабиа. В 1914 начал публиковаться (на французском языке) под псевдонимом. Был близок к сюрреализму, публиковался в сюрреалистских журналах, представлен в Антологии чёрного юмора, составленной А. Бретоном.
Участвовал в Первой мировой войне, служил переводчиком. В армии познакомился с Джованни Папини и Арденго Соффичи. После войны жил в Милане и Риме. Был одним из основателей Художественного театра, руководимого Луиджи Пиранделло. В 1926—1933 жил в Париже, занимался, в основном, живописью. В 1933 вернулся в Италию.
Переводил произведения Брантома и Мопассана.

## Сочинения

### Проза и эссеистика
- Hermaphrodito (1918, роман в стиха и прозе на французском и итальянском языках)
- La casa ispirata (1920)
- Angelica o la notte di maggio (1927)
- Tragedia dell’infanzia (1937, автобиография)
- Achille innamorato (Gradus ad Parnassum) (1938, рассказы)
- Dico a te, Clio (1940, путевые заметки)
- Infanzia di Nivasio Dolcemare (1941, автобиография)
- Narrate, uomini, la vostra storia (1942)
- Casa «La Vita» (1943, рассказы)
- Ascolto il tuo cuore, città (1944, эссе)
- La nostra anima (1944)
- Sorte dell’Europa (1945, эссе)
- Introduction à une vie de Mercure (1945)
- Souvenirs (1945)
- I miei genitori, disegni e storie di Alberto Savinio (1945)
- Tutta la vita (1945, рассказы)
- L’angolino (1950)
- Scatola sonora (1955, эссе о музыке)
- Vita dei fantasmi (1962)
- Nuova enciclopedia (1977, эссе)
- Torre di guardia (1977, эссе)
- Il signor Dido (1978, рассказы)
- Vita di Enrico Ibsen (1979)
- Il sogno meccanico (1981, эссе о кино)
- Palchetti romani (1982)
- Capri (1988)
- La nascita di Venere (2007)

### Драмы
- La morte di Niobe (1925)
- Capitan Ulisse (1934)
- La famiglia Mastinu (1948)
- Emma B. vedova Giocasta (1949)
- Alcesti di Samuele (1949)
- Orfeo vedovo (1950)
- Vita dell’uomo (1950)

### Музыкальные сочинения
- Persée (1913, балет)
- Deux amours dans la nuit (1913, балет)
- La Mort de Niobé, (1913, мимическая трагедия для хора, трех фортепиано и оркестра)
- Les chants de la Mi-Mort, (1914, лирическая опера в одном действии)
- Les Chants de la Mi-Mort (1914, сюита для фортепиано)
- Vita dell’uomo (1948, балет)
- Agenzia Fix (1950, опера для радио)
- Cristoforo Colombo (1952, опера для радио)
- Serenata для фортепиано

### Публикации на русском языке
- Вся жизнь / Перевод с итальянского, составление и предисловие Ген. Киселёва. М.: Известия, 1990 (Библиотека журнала Иностранная литература).
- Введение в жизнеописание Меркурия // Андре Бретон. Антология чёрного юмора. М.: Carte Blanche, 1999, с.382-390